# 松平近正
松平 近正（まつだいら ちかまさ）は、戦国時代から安土桃山時代にかけての武将。松平親清（近清）の子。親清流大給松平家2代当主。

## 生涯
天文16年（1547年）、松平乗元の次男・松平親清（近清）の子として誕生。
天正11年（1583年）、父の死後に大沼城主となり、徳川氏一門の大給松平宗家に家老として仕えた。徳川家臣の石川数正が豊臣秀吉の元へ出奔する前に誘われたが拒絶したという。天正18年（1590年）、徳川家康の関東入りの時、上野国群馬郡三ノ倉5500石を賜り、宗家より独立した。
慶長5年（1600年）、主君・家康が会津征伐へ向かうと伏見城留守居の一人となり、石田三成ら西軍との伏見城の戦いで三の丸を松平家忠と共に守るが、守将・鳥居元忠らと共に討死した。この功により、嫡男・一生は加増され1万石を与えられ諸侯に列した。

## 逸話
- 『新著聞集』に近正が、従兄弟の葬儀に参加した際に、遺骸を奪おうと現れた火車の腕を切り落とした話が記されている。火車の腕を切った藤嶋友重の刀（火車切）と火車の爪は、近正の孫娘（長男一生の娘）が、諏訪頼雄に嫁ぐ際の婚礼の引出物となり、諏訪図書家の家宝となる。
- 家康が会津征伐に出る際、鳥居元忠に「わしは手勢不足のため、伏見に残す人数は3000ばかり。そなたには苦労をかける」と言ったところ「そうは思いませぬ。天下の無事のためならば自分と松平近正両人で事足ります。将来殿が天下を取るには一人でも多くの家臣が必要でございます。もし変事があって大坂方の大軍が包囲した時は城に火をかけ討死するほかないから、人数を多くこの城に残すことは無駄であるため、一人でも多くの家臣を城からお連れ下さい」と答えたと伝わり、元忠から頼りにされていたという。[1]

## 参考資料
- 長谷川正次『高遠藩』現代書館〈シリーズ藩物語〉、2005年11月。